# Rychlostní silnice S79 (Polsko)
Rychlostní silnice S79 je polská rychlostní silnice ve Varšavě, která zajišťuje spojení ulice Marynarska a letiště Frédérica Chopina s jižním obchvatem Varšavy (S2). Je součástí trasy NS, která usnadní výjezd z města na rychlostní silnici S7 směrem na Krakov. Po celé délce silnice má 3 pruhy v každém směru. Celková délka rychlostní silnice je 7,5 km.

## Stavba
Stavební práce byly zahájeny 16. září 2009. Trasa byla otevírána po částech v roce 2013. Celkové náklady na výstavbu byly 1,123 miliardy PLN.

## Výjezdy
| Číslo výjezdu | Název výjezdu         | Vzdálenost od začátku silnice |
| ------------- | --------------------- | ----------------------------- |
| 1             | Warszawa - Marynarska | 0 km                          |
| 2             | Warszawa - Okęcie     | 1,5 km                        |
| 3             | Warszawa - Lotnisko   | 5 km                          |
| 4             | Puławska              | 7,5 km                        |